# Sonny Curtis
Sonny Curtis (Meadow, 9 mei 1937) is een Amerikaans zanger, gitarist, violist en songwriter. Hij speelde in de band Three Tunes van Buddy Holly en werd na diens dood de leadzanger en gitarist van diens band The Crickets. Solo speelde hij vooral countrymuziek. Zijn muziek werd opgenomen door een groot aantal artiesten, met hits voor onder meer The Everly Brothers, Andy Williams en Leo Sayer.

## Biografie
Curtis werd geboren in Meadow, nabij de stad Lubbock in Texas, als zoon van een katoenboer. Zijn oom speelde in Bill Monroe & the Blue Grass Boys en zijn vrouw was een zus van de Mayfield Brothers, die een grote inspiratie vormden voor bijvoorbeeld Buddy Holly en Waylon Jennings. Van haar leerde hij op zijn zevende de eerste beginselen op de gitaar, zoals het lied Little brown jug. Op zijn twaalfde trad hij voor het eerst op in een radio-uitzending, samen met twee oudere broers. Na schooltijd ging zijn vrije tijd bijna helemaal op aan gitaar spelen, ook omdat er in Meadow verder weinig te beleven viel. Hij trad zo veel mogelijk op en won ook enkele talentenjachten.
Als tiener trad hij met een viool op in de populaire lokale radioshow Buddy & Bob waarvan Buddy Holly een van de presentators was; maar ook Jennings was als diskjockey aan dit radiostation verbonden. Met hen trad hij geregeld op tijdens de pauzes van de lokale filmbioscoop. In 1956 vormde hij met Holly en Jerry Allison The Three Tunes; Curtis nam hierin deel als violist, gitarist en achtergrondzanger. Tijdens de plaatopnames van de groep in Nashville werd ook het nummer Rock around with Ollie Vee opgenomen dat door Curtis is geschreven. Hierna ging hij op tour met Slim Whitman en in 1958 nam hij zijn eerste solosingle, Wrong again, op.
Nadat Buddy Holly, Ritchie Valens, en J.P. "The Big Bopper" Richardson op 3 februari 1959 door een vliegtuigongeluk om het leven gekomen waren – The day the music died genoemd – werd er eerst niet meer opgetreden en schreef hij meerdere nummers, waaronder Walk right back. Holly's begeleidingsband The Crickets vroeg hem om hun leadzanger en leadgitarist te worden. In 1960 brachten ze het mede door hem geschreven nummer When you ask about love uit, dat in 1980 nog werd gecoverd door Matchbox.
Tijdens hun promotiereis naar Engeland van 1960 maakten ze opnieuw kennis met The Everly Brothers die in 1961 succes hadden met zijn nummer Walk right back. Ook daarna werd dit nummer meermaals gecoverd en hadden zowel Andy Williams, Perry Como als Anne Murray er een hit mee. In de tijd erna bracht hij solo verschillende singles en albums uit als countryzanger.
Hij verwierf zijn bekendheid echter vooral als songwriter, soms samen met anderen. Al eerder had Andy Williams een grote hit met zijn lied A fool never learns en het vaakst opgenomen werd zijn compositie I fought the law. Een ander lied uit zijn pen samen met Jerry Allison dat wereldwijd tot de verbeelding sprak, was (I love you) More than I can say, in 1980 nog vertolkt door Leo Sayer. Slechts enkele van veel andere artiesten die zijn muziek opnamen, zijn Roy Orbison, Bing Crosby, Frank Alamo, Kris Kristofferson, The Cats, Stray Cats en Joan Jett & the Blackhearts. Ook maakte hij in de jaren zeventig de muziek voor The Mary Tyler Moore Show.
In 1991 werd hij opgenomen in de Nashville Songwriters Hall of Fame en in 2012 in de Rock and Roll Hall of Fame samen met The Crickets.

## Discografie

### Albums
| Jaar | Album                             | Top Country Albums | Label      |
| ---- | --------------------------------- | ------------------ | ---------- |
| 1964 | Beatle hits flamenco style guitar |                    | El Records |
| 1968 | The 1st of Sonny Curtis           | 21                 | Viva       |
| 1969 | The Sonny Curtis style            |                    | Elektra    |
| 1979 | Sonny Curtis                      |                    | Elektra    |
| 1980 | Love is all around                |                    | Elektra    |
| 1981 | Rollin'                           |                    | Elektra    |
| 1987 | Spectrum                          |                    | Nightlite  |

### Singles
| Jaar | Single                                               | Hitlijstpositie   | Hitlijstpositie   | Album                   |
| Jaar | Single                                               | Hot Country Songs | Billboard Hot 100 | Album                   |
| ---- | ---------------------------------------------------- | ----------------- | ----------------- | ----------------------- |
| 1958 | Wrong again                                          | -                 | -                 |                         |
| 1966 | My way of life                                       | 49                | 134               | The 1st of Sonny Curtis |
| 1966 | Destiny's child                                      | -                 | -                 | The 1st of Sonny Curtis |
| 1967 | I wanna go bummin' around                            | 50                | -                 | The 1st of Sonny Curtis |
| 1968 | Atlanta Georgia stray                                | 36                | 120               | The Sonny Curtis style  |
| 1968 | The straight life                                    | 45                | -                 | The Sonny Curtis style  |
| 1971 | Day gig                                              | -                 | -                 | The Sonny Curtis style  |
| 1971 | Girl of the north                                    | -                 | -                 | The Sonny Curtis style  |
| 1972 | Lights of L.A.                                       | -                 | -                 | singles only            |
| 1973 | Rock 'n' roll (I gave you the best years of my life) | -                 | -                 | singles only            |
| 1974 | Love is all around                                   | -                 | -                 | singles only            |
| 1974 | Unsaintly Judy                                       | -                 | -                 | singles only            |
| 1975 | Lovesick blues                                       | 78                | -                 | singles only            |
| 1976 | When it's just you and me                            | -                 | -                 | singles only            |
| 1976 | Where's Patricia now                                 | -                 | -                 | singles only            |
| 1979 | The cowboy singer                                    | 77                | -                 | Sonny Curtis            |
| 1980 | Do you remember roll over Beethoven                  | 86                | -                 | Sonny Curtis            |
| 1980 | The real Buddy Holly story                           | 38                | -                 | Love is all around      |
| 1980 | Love is all around                                   | 29                | -                 | Love is all around      |
| 1980 | 50 ways to leave your lover                          | 70                | -                 | Love is all around      |
| 1981 | Good ol' girls                                       | 15                | -                 | Rollin'                 |
| 1981 | Married women                                        | 33                | -                 | Rollin'                 |
| 1985 | I think I'm in love                                  | -                 | -                 | Singles only            |
| 1986 | Now I've got a heart of gold                         | 69                | -                 | Singles only            |

- Bibsys: 6033579
- Bibliothèque nationale de France: cb14838346s (data)
- Gemeinsame Normdatei: 134581156
- International Standard Name Identifier: 0000 0003 7422 1466
- Library of Congress Control Number: n78075230
- MusicBrainz: 3d01cbe9-b68a-461e-9221-25bd2448ec6f
- Nationale Bibliotheek van Tsjechië: mzk2013771289
- Nationale Bibliotheek van Israël: 987007324313805171
- Virtual International Authority File: 62807721